# In Search of Wonder
En busca del asombro: Ensayos sobre la ciencia ficción moderna es una colección de ensayos críticos por Damon Knight. La mayor parte del material del libro se publicó originalmente entre 1952 y 1955 en varias revistas de ciencia ficción, entre ellas Infinity Science Fiction, Original SF Stories, y Future SF. Los enayos fueron altamente influyentes y contribuyeron a la figura de Knigth como el crítico de ciencia ficción más importante de su generación.El libro constituye también un registro informal de "Los años del Boom" de la ciencia ficción de 1950 a 1955.
En el primer capítulo, Knight afirma sus "credos", dos de las cuales son:
Que la ciencia ficción es un campo de la literatura vale la pena tomar en serio, y que las normas fundamentales comunes se puede aplicar de manera significativa a la misma: por ejemplo, la originalidad, la sinceridad, el estilo, la construcción, la lógica, la coherencia, la cordura, la gramática llena de paisajes trillados. Pues un libro malo de ciencia ficción duele más que diez malas noticias.
Un ensayo del libro "Cosmic Jerrybuilder: A. E. Van Vogt" un análisis de la serie de revistas de 1945 de A. E. Van Vogt: The World of Null-A, en la cual Knight "Expone la profunda irracionalidad en el corazón de mucha de la ciencia ficción clásica".
En 1956 fue galardonado con un premio Hugo como "Mejor reseñador de libros", basada en gran medida en los ensayos reimpresos en este libro.

## Historia de publicación
En busca del asombro, fue originalmente publicado por Advent:Publisher en pasta dura en 1956. Advent reedito el libro de nuevo en 1960 en pasta dura y pasta blanda. La segunda versión, extendida, fue publicada en 1967 por Advent en pasta gruesa, con versiones en pasta blanda en 1968 y 1974. Esta segunda edición superaba a la primera por 120 páginas que comprendía seis capítulos adicionales. En 1996 Advent publicaría una tercera edición, con una extensión aún más grande, abarcando 100 páginas mas que la segunda edición. Esta tercera edición añade 30,000 palabras y aumenta la bibliografía y el índice, añadiendo seis capítulos nuevos y expandiendo el argumento entre Knight y su editor de toda la vida John W Campbell Jr.

## Citas
Sobre la definición de la ciencia ficción:
- "La ciencia ficción ... significa lo que señalamos cuando lo decimos." (1era ed., P. 1)

Sobre la crítica:
- "¿Por qué alguien rasgar una mala obra de arte en pedazos? ¿Por qué, para averiguar cómo se hace." (1era ed., P. 14)

Sobre los escritores de ciencia ficción:
- A. E. Van Vogt "No es un gigante: es un pigmeo que ha aprendido a usar una máquina de escribir demasiado grande"
- "El enfoque de Ray Bradbury es la niñez y el niño interior; su objetivo es reducir las cosas, no expandirlas; minimizar las grandes cosas que nos causan disturbio al compas de lo familiar; una nave espacial a una lata de aluminio; un cohete del 4 de Julio a un hervidor de latón; un león a un oso de peluche." (1era ed., P. 77)

Sobre las novelas de ciencia ficción:
- Soy leyenda por Richard Matheson "está lleno de buenas ideas, las cuales son rápidamente desechadas, y pateadas por la borda." (1era ed., P. 51)

- "El punto ciego, por Austin Salón y Homer Eon Flint, es un clásico reconocido de fantasía, publicado por primera vez en 1921; muy elogiado desde entonces, varias veces reimpresas, venerados por los conocedores - todo a pesar de que el libro no tiene vestigio reconocible de mérito ". (1era ed., P. 14)

Sobre escritores británicos:
- "Lo único peor que una mala novela americana es una mala británica." (1era ed., P. 71)

## Contenido
A continuación una lista con los capitulos de la primera edición (1956)
- Introducción por Anthony Boucher
- Notas del Autor

1. La critica
2. Los Clásicos
3. Los payasos
4. Campbell y su decada
5. Jerrybuilder Cosmico: A. E. Van Vogt
6. Escritores medio malos
7. Un hombre cuerdo: Robert A. Heinlein
8. Asimov e Imperio
9. Mas payasos
10. Cuando andaba en shorts: Ray Bradbury
11. El bolígrafo Vorpal: Theodore Sturgeon
12. Antologías
13. Del Genio al orden: Kuttner y Moore
14. Kornbluth y el lexico plateado
15. James Blish: La espada obtusa
16. Overoles en el Parnaso: Fletcher Pratt
17. Moskowitz microcosmico
18. Nuevas estrellas
19. Curiosa
20. Los gigantes
21. Barrancos y callejones sin salida
22. ¿Qué sigue en la ciencia ficción?

- Bibliografia
- Indice

La segunda edición (Advent, 1967) incluía los siguientes capítulos adicionales:
- Medias tintas
- Anfibios
- B-R-R-R!
- Decadentes
- Británicos
- Simbolismo

"Simbolismo" es un ensayo del tamaño de un capitulo sobre "common time" un cuento escrito por James Blish para la edición de 1967 de la revista Foro de Ciencia Ficción.
La tercera edición publicada en 1996, introdujo nuevos capítulos, incluyendo reflexiones personales:
- Introducción por Anthony Boucher
- Notas del autor

1. Cuando era joven
2. La critica
3. Los clasicos
4. Los payasos
5. Campbell y su decada
6. Jerrybuilder Cosmico: A. E. Van Vogt
7. Escritores medio malos
8. Un hombre cuerdo: Robert A. Heinlein
9. Asimov e Imperio
10. Mas payasos
11. Cuando andaba en shorts: Ray Bradbury
12. El bolígrafo Vorpal: Theodore Sturgeon
13. Los datos excluidos: Charles Fort
14. Moskowitz Microcosmico
15. Antologias
16. A medias tintas
17. Del genio al orden: Kuttner y Moore
18. Kormbluth y el léxico plateado
19. La espada obtusa: James Blish
20. Overoles en el Parnaso: Fletcher Pratt
21. Anfibios
22. Nuevas estrellas
23. Curiosa
24. Br-r-r!
25. Los decadentes
26. Britanicos
27. Barrancos y callejones sin salida
28. El simbolismo
29. Milford y Clarion
30. La ciencia y el mundo
31. Entonces qué es la Ciencia Ficción?
32. Escribiendo Ciencia Ficción
33. ¿Qué sigue en la Ciencia Ficción?

- Reconocimientos
- Bibliografía
- Índice

## Recepción
Anthony Boucher describe la edición original como "Un paisaje comprensivo de la publicación de libros de Ciencia Ficción en la década de 1950, un valioso registro histórico, un estimulante análisis detallado de las virtudes y fallos (de los libros analizados), y una deliciosa lectura por derecho propio", P. Shuyler Miller hizo una reseña favorable del libro, diciendo que Knight "Aplica sus reglas de manera honesta e inmisericorde" También llama la atención sobre como se enfoca mucho en los aspectos técnicos, dejando la de lado la habilidad del autor para "Hechizar al lector, incluso si la estructura falla y el diseño no cuadra".
Haciendo una reseña de la segunda edición; Algis Budrys declara "Damon Knight crea un estándar inigualable" para la critica literaria de Ciencia Ficción, y le aplaude a Knight su "Inequívoca aceptación de las cosas bien hechas "como su "influyente percepción de las fallas que siempre fueron obvias en trabajos que parecían muy buenos" Barry N. Malzberg escribe "Damon Knight es probablemente el primero y mejor critico de nuestro campo, este libro es el más importante de no-ficción publicado en la categoría".